# Notopandalus magnoculus
Notopandalus magnoculus är en kräftdjursart som först beskrevs av Charles Spence Bate 1888.  Notopandalus magnoculus ingår i släktet Notopandalus och familjen Pandalidae. Inga underarter finns listade i Catalogue of Life.